# 谢功成
谢功成（1921年—2019年12月28日），男，湖南永兴人，中国作曲家、音乐教育家、理论家，武汉音乐学院教授，曾任中国音乐家协会理事。